# 天主教伍華小學
天主教伍華小學（英語：Ng Wah Catholic Primary School）是位于香港黃大仙區的一所男女子津貼小學，成立於1965年，並於2003年起改為全日制小學。

## 校政管理
歷任校監
- 余尚實 神父[1]
- 周偉文 神父

歷任校長

#### 上午校
- 岑黃玉珍 女士（1966年-1988年，創校校長）
- 任光國 先生（1988年-1994年）
- 曾秀 女士（1994年-2003年，末任上午校校長，2002年起兼任上、下午校校長）[1]

#### 下午校
- 陳健磐 先生（1965年-1971年，創校校長）
- 蔡華昌 先生（1971年-1983年）
- 蔡伯傑 先生（1983年-1989年）
- 李淑儀 女士（1989年-2002年）[2]
- 曾秀 女士（2002年-2003年，末任下午校校長）

#### 全日
- 曾秀 女士（2003年-2004年，首任全日制校長，後轉職至華富邨寶血小學）
- 關振偉 先生（2004年-2013年）[3]
- 馬國良 先生（2013年-2016年）
- 譚煜鴻 先生（2016年-2019年）
- 林堅 先生（2019年-2021年，後調往天主教佑華小學）
- 黃玉嬋 女士（2021年-2024年，原鴨脷洲聖伯多祿天主教小學、白田天主教小學、天主教佑華小學校長）
- 馮朗 先生 （2024年，現任校長）

## 歷史
天主教伍華小學原名新蒲崗天主教英文小學，與伍華中學一併於1965年創立。由於永久校舍仍在施工，兩校均於同年9月3日借用彩虹邨天主教英文中學校舍開課，當中此校首年只有18班（一至四年級）。
1966年3月30日，隨著永久校舍完工，兩校均遷回現址上課，4月14日由港督戴麟趾爵士主持揭幕。1968年，市政局議員、建築師伍秉堅為紀念父親伍華對教會的貢獻，贊助學校，因此校董會決定改兩校校名為伍華書院，當中此校改名為伍華書院－小學部。上午校為私立小學，下午校為津貼模式。
2001年11月，應天主教香港教區停辦私立小學及推行小學全日制政策，決定上午校於2002年停辦，上午校為天主教香港教區當時僅有的六所私立小學之一，而下午校則轉為全日制。根據當時教區的安排，原上午校學生可於改制後的伍華小學繼續就讀，或轉學至同年分拆的慈雲山天主教小學及荔枝角天主教小學。同時為配合教區統一所屬學校稱謂，伍華書院－小學部更名為天主教伍華小學。
因同系天主教博智小學收生不足被著令「殺校」，該校將於2026年起併入此校。

## 著名老師
- 鄭國江（1965-1996）：香港著名填詞人

## 著名/傑出校友
- 丘應樺：現任商務及經濟發展局局長，前國泰航空常務董事、國泰港龍航空行政總裁
- 陳沛然：腸胃肝臟科專科醫生、前香港公共醫療醫生協會會長、前立法會議員（醫學界）
- 陳凱欣：立法會議員（選委會）、前食物及衛生局政治助理
- 梁家俊：香港賽馬會騎師
- 陳光榮：作曲家、唱片監制
- 黃宗澤：香港男藝人
- 翟威廉：香港男藝人
- 許博文：藝名強尼，電視節目主持人
- 蒙為亮：電台節目主持
- 柯嘉琪：舞臺劇演員、導師
- 王維德：香港男演員
- 劉家聰：香港男藝人
- 周程宇：香港男節目主持、意見領袖和商人[9]
- 夏妙然：香港資深電台唱片騎師、香港電台數碼台副台長
- 趙文海：香港作曲人、編曲人、唱片監製及音樂總監
- 黎耀昌：香港足球運動員
- 狄志遠：立法會議員（社會福利界）[註 1]
- 焦浩軒：香港男藝人
- 蔡國威：香港男藝人（1985年小六上午校）

## 外部連結
- .   [2012-01-03]. （原始内容存档于2020-10-27）.
- .   [2015-06-04]. （原始内容存档于2019-11-07）.